# Iliman Ndiaye
Iliman Cheikh Baroy Ndiaye (Ruan, Francia, 6 de marzo de 2000) es un futbolista que juega en el Everton F. C. de la Premier League.

## Trayectoria
El 17 de noviembre de 2017 firmó su primer contrato con el Boreham Wood F. C. El 31 de agosto de 2019 firmó con el Sheffield United F. C. Se incorporó a Hyde United F. C. en calidad de cedido para la última mitad de la temporada 2019-20. Debutó como profesional con el Sheffield United como suplente de última hora en la derrota por 5-0 en la Premier League ante el Leicester City F. C. el 14 de marzo de 2021. En su debut con el Sheffield United marcó dos goles contra el Peterborough United F. C. el 11 de septiembre en una victoria por 6-2.

## Selección nacional
Nació en Francia de padre senegalés y madre francesa. Debutó con la selección nacional de Senegal en la victoria por 3-1 de la clasificación para la Copa Africana de Naciones de 2023 contra Benín en el minuto 67, cuando fue sustituido por Boulaye Dia el 4 de junio de 2022.

### Participaciones en Copas del Mundo
| Mundial                        | Sede  | Resultado        | Partidos | Goles |
| ------------------------------ | ----- | ---------------- | -------- | ----- |
| Copa Mundial de Fútbol de 2022 | Catar | Octavos de final | 3        | 0     |

## Estadísticas

### Clubes
Actualizado al último partido disputado el 18 de mayo de 2025.
| Club                              | Div.          | Temporada     | Liga  | Liga  | Liga   | Copas nacionales | Copas nacionales | Copas nacionales | Copas internacionales | Copas internacionales | Copas internacionales | Total | Total | Total  |
| Club                              | Div.          | Temporada     | Part. | Goles | Asist. | Part.            | Goles            | Asist.           | Part.                 | Goles                 | Asist.                | Part. | Goles | Asist. |
| --------------------------------- | ------------- | ------------- | ----- | ----- | ------ | ---------------- | ---------------- | ---------------- | --------------------- | --------------------- | --------------------- | ----- | ----- | ------ |
| Hyde United F. C. Inglaterra      | 7.ª           | 2019-20       | 1     | 1     | 0      | 0                | 0                | 0                | —                     | —                     | —                     | 1     | 1     | 0      |
| Hyde United F. C. Inglaterra      | Total club    | Total club    | 1     | 1     | 0      | 0                | 0                | 0                | 0                     | 0                     | 0                     | 1     | 1     | 0      |
| Sheffield United F. C. Inglaterra | 1.ª           | 2020-21       | 1     | 0     | 0      | 0                | 0                | 0                | —                     | —                     | —                     | 1     | 0     | 0      |
| Sheffield United F. C. Inglaterra | 2.ª           | 2021-22       | 32    | 7     | 2      | 3                | 0                | 0                | —                     | —                     | —                     | 35    | 7     | 2      |
| Sheffield United F. C. Inglaterra | 2.ª           | 2022-23       | 46    | 14    | 11     | 6                | 1                | 1                | —                     | —                     | —                     | 52    | 15    | 12     |
| Sheffield United F. C. Inglaterra | Total club    | Total club    | 79    | 21    | 13     | 9                | 1                | 1                | 0                     | 0                     | 0                     | 88    | 22    | 14     |
| Olympique de Marsella Francia     | 1.ª           | 2023-24       | 30    | 3     | 3      | 0                | 0                | 0                | 16                    | 1                     | 0                     | 46    | 4     | 3      |
| Olympique de Marsella Francia     | Total club    | Total club    | 30    | 3     | 3      | 0                | 0                | 0                | 16                    | 1                     | 0                     | 46    | 4     | 3      |
| Everton F. C. Inglaterra          | 1.ª           | 2024-25       | 32    | 9     | 0      | 4                | 2                | 0                | —                     | —                     | —                     | 36    | 11    | 0      |
| Everton F. C. Inglaterra          | Total club    | Total club    | 32    | 9     | 0      | 4                | 3                | 0                | 0                     | 0                     | 0                     | 36    | 11    | 0      |
| Total carrera                     | Total carrera | Total carrera | 142   | 34    | 16     | 13               | 3                | 1                | 16                    | 1                     | 0                     | 171   | 38    | 17     |